# Ochsner Shoes
Die Ochsner Shoes AG ist ein Handelsunternehmen für Schuhe in der Schweiz und betreibt über 60 Filialen. Mit einem breiten Sortiment an Schuhen für Damen, Herren und Kinder, das sowohl modische als auch funktionale Modelle umfasst, bietet das Unternehmen neben internationalen Marken auch Eigenmarken an. Der Hauptsitz von Ochsner Shoes befindet sich in Dietikon. Das Unternehmen beschäftigt rund 600 Mitarbeitende. Mit einer Verknüpfung von stationärem und Online-Handel ist Ochsner Shoes der zweitgrösste Akteur im stationären Schuhmarkt der Schweiz.

## Geschichte
Das Unternehmen Ochsner Shoes wurde 1928 von Gottfried Ochsner unter dem Namen «Volks-Schuhhaus Ochsner» gegründet. Ochsner eröffnete in Zürich sein erstes Schuhgeschäft, in den Folgejahren erweiterte er seine Filialkette auf insgesamt vier Geschäfte.
Gegen Ende des Zweiten Weltkrieges übernahm Max Ochsner die Geschäfte seines Vaters und baute in den 1950er und 1960er Jahren die Filialkette vor allem in Zürich und Umgebung weiter aus. In den 1970er und 1980er Jahren expandierte Ochsner durch Übernahme von Ladenketten sowie durch die Eröffnung neuer Filialen. Im Jahr 1992 wurde die Ochsner Holding in die deutsche Deichmann-Gruppe integriert und mit Dosenbach zu Dosenbach-Ochsner AG Schuhe und Sport fusioniert. Ochsner Shoes wurde 2019 als Aktiengesellschaft gegründet und im Jahr 2020 als eigenständige Gesellschaft aus der Dosenbach-Ochsner AG ausgegliedert. Seitdem firmiert das Unternehmen unter dem Namen Ochsner Shoes AG.

## Marken
Das Markenportfolio von Ochsner Shoes zählt neben den Eigenmarken «Varese» und «Mathew & Son» auch Sportmarkens wie Adidas, Nike oder New Balance sowie Fashionmarken wie Birkenstock, Ugg Boots oder Timberland. Die Eigenmarken wurden speziell für den schweizerischen Markt entwickelt.

## Kooperationen und Engagement
Ochsner Shoes engagiert sich im sozialen Bereich und setzt sich insbesondere für die Unterstützung von Initiativen zur Gesundheitsförderung ein. Das Unternehmen ist Partner von Pink Ribbon Schweiz, einer Organisation, die sich dem Kampf gegen Brustkrebs widmet.